# Rhodostrophia haematozona
Rhodostrophia haematozona là một loài bướm đêm trong họ Geometridae.